# 東川遥
東川 遥（とがわ はるか、6月4日-）は奈良県大和郡山市出身の作詞家。血液型O型。

## 略歴
奈良県大和郡山市立片桐西小学校、奈良県大和郡山市立片桐中学校、奈良県立斑鳩高等学校出身。
高校卒業後すぐに単身上京しSMAに所属。2016年6月現在、ニューカムに所属。別の名義でも作詞や脚本等で活動。

## 人物像
しっかりとした独自の哲学や考え方を持っており、可愛らしさと繊細な想像力を兼ね備えている。作詞や集中する作業で家にこもる時はホラーに触れる習慣がある。理由は本人にも不明。怖がりなのに、ホラー好きと思われている。作品によって声を使い分け唄い「七色の声の持ち主」という印象を持つファンも多い。

## 蓮花ちゃん
奈良県葛城市のゆるキャラ。蓮花ちゃんを熱く応援していることでTBS『有田とマツコと男と女』に出演し、Twitterでのフォロワーが何百人単位で増えるという反響ぶりを見せた。その後、蓮花ちゃんからバレンタインのプレゼントをもらうなど親交を深めている。

## 作詞
- NHK教育テレビジョンアニメ『学園アリス』
  - シングル『ピカピカの太陽(OP曲)/幸せの虹(ED曲)』<04/12/22>
  - ALBUM『学園アリスオリジナルサウンドトラック』収録<05/3/2>
    - LAZY LOVE GUILTY LOVE
    - Venus

- MBS・TBS系アニメ『鋼の錬金術師』   ＊キャラクターソング
  - ALBUM 『HAGAREN SONG FILE-WINRY ROCKBELL-』収録<05/6/22>
    - Boy Friends!
    - 恋愛参考書～love Reference Book～
    - 銀時計

  - ALBUM『HAGAREN SONG FIRE -BEST COMPILATION-』収録<05/12/21>
    - Good!

- OVA系アニメ『くりいむレモンニュージェネレーション』
  - シングル『be SMILE(主題歌)』<06/3/23>

- TVK系アニメ『学園ヘヴン』
  - シングル『school boys(OP曲)/帰り道』<06/5/25>

- TX系アニメ『BLEACH』   ＊キャラクターソング
  - ALBUM 『BLEACH BEAT COLLECTION 2nd SESSION 01』収録<06/5/3>
    - Sky High
    - Rain
    - 斬

  - ALBUM『BLEACH BEAT COLLECTION 2nd SESSION 02』収録<06/6/7>
    - 桃色の花

  - ALBUM『BLEACH BEAT COLLECTION 2nd SESSION 03』収録<06/8/2>
    - We
    - COME to LIKE it.This FIGHT Now.
    - Funny days

  - ALBUM『BLEACH BEAT COLLECTION 2nd SESSION 04』収録<06/10/4>
    - ファイティングソウル
    - Looking for…
    - GAME!GAME!GAME!

  - ALBUM『BLEACH BEAT COLLECTION 2nd SESSION 05』収録<06/12/20>
    - 風
    - la la la♪
    - Holy Fight

  - ALBUM『BLEACH BEAT COLLECTION　THE BEST 1』収録<07/3/21>
    - Sky High
    - Rain
    - 斬
    - 桃色の花
    - We
    - COME to LIKE it.This FIGHT Now.
    - Funny days
    - Looking for…
    - GAME!GAME!GAME!
    - 風
    - la la la♪
    - Holy Fight
    - JUST BLEACH-Full Version-
    - BLEACH THE LIMITATION-Full Version-

  - ALBUM『BLEACH BEAT COLLECTION 3rd SESSION 01』収録<07/6/6>
    - CRUSH the “WORLD ”DowN
    - Our “WORLD”

  - ALBUM『BLEACH BEAT COLLECTION 3rd SESSION 02』収録<07/6/6>
    - BrEak
    - SIX feelings

  - ALBUM『BLEACH BEAT COLLECTION 3rd SESSION 03』収録<07/8/1>
    - 花弁
    - 鏡花水月

  - ALBUM『BLEACH BEAT COLLECTION 3rd SESSION 04』収録<07/10/3>
    - 晩秋の音
    - 星

  - ALBUM『BLEACH BEAT COLLECTION 3rd SESSION 05』収録<07/12/19>
    - ココロオアシス
    - Every fights!

  - ALBUM『BLEACH BEAT COLLECTION 3rd SESSION 06』収録<08/3/5>
    - SCIENCE SHOW
    - Pink

  - ALBUM『BLEACH BEAT COLLECTION 4th SESSION 01』収録<08/5/21>
    - 夜空の川
    - 天の星
    - Listen to ONE story

  - ALBUM『BLEACH BEAT COLLECTION 4th SESSION 02』収録<08/7/16>
    - 言ノ葉
    - 木漏れ日
    - 風～命と誇り

  - ALBUM『BLEACH BEAT COLLECTION 4th SESSION 03』収録<08/9/24>
    - 表情
    - monochrome
    - 裏側

  - ALBUM『BLEACH BEAT COLLECTION 4th SESSION 04』収録<08/12/17>
    - 変わらない言葉
    - glow

  - ALBUM『BLEACH BEAT COLLECTION 4th SESSION 05』収録<09/3/18>
    - Not Perfect is GOoD
    - un
    - 12

  - ALBUM『BLEACH BEAT COLLECTION THE BEST 2』収録<09/3/18>
    - CRUSH the “WORLD ”DowN
    - Our “WORLD”
    - BrEak
    - SIX feelings
    - 花弁
    - 鏡花水月
    - 晩秋の音
    - 星
    - ココロオアシス
    - Every fights!
    - SCIENCE SHOW
    - Pink
    - 夜空の川
    - 天の星
    - Listen to ONE story
    - 言ノ葉
    - 木漏れ日
    - 風～命と誇り
    - 変わらない言葉
    - glow

  - ALBUM『BLEACH BREATHLESS COLLECTION：01』収録<09/9/30>
    - RAINBOW
    - VERSUS

  - ALBUM『BLEACH BREATHLESS COLLECTION：04』収録<09/12/16>
    - PLACE
- TX系アニメ『夏目友人帳』   ＊キャラクターソング
  - ALBUM『夏目友人帳オリジナルサウンドトラック｢夏目友人帳音楽集おとのけの捧げもの」』収録<08/9/24>
    - 暖かい場所

  - ALBUM『夏目友人帳オリジナルサウンドトラック「続 夏目友人帳音楽集 いとうるわしきもの」』収録<09/3/18>
    - 歩み寄る勇気
- アニメ『ヘタリア Axis Powers』   ＊キャラクターソング
  - ALBUM『「ヘタリア Axis Powers」キャラクターCD Vol.6 アメリカ』収録<09/11/25>
    - W・D・C～World Dancing

  - ALBUM『「ヘタリア Axis Powers」キャラクターCD Vol.7 ロシア』収録<10/1/20>
    - ЗИМа
- 「ヘタリア The World Twinkle」 ＊キャラクターソング
  - ALBUM キャラクターCD Vol.7 アメリカ & ロシア』収録<15/10/29>
  - 雪と夢のものがたり（ロシア）
- PS3対応RPGソフト『アルトネリコ3 世界終焉の引鉄は少女の詩が弾く』   ＊ヒュムノス
  - ALBUM『アルトネリコ3 世界終焉の引鉄は少女の詩が弾く』収録<10/1/28>
  - 『「珠洲ノ宮～SUZUNO=MIYA」～Ar_tonelico3 hymmnos concert Side.紅～』収録<10/1/27>
  - EXEC_CUTYPUMP/.
  - EXEC_Z/.
- PlayStation Portable専用ソフト『アルカナ・ファミリア －La storia della Arcana Famiglia－』
  - キャラクターソングミニアルバム「La festa La vita!」収録＜11/12/21＞
  - 月光
- 音倉RECORD10thユニット『diorama-replica』
  - Mini album「Peaceful Garden」収録＜11/11/9＞
  - 空
  - グッバイメランコリー
- 『TRD』1st SINGLE「Strangers」収録＜21/11/4＞
  - Clock Hands

## 作品

### シングル
- 『三日月』<08/12/17>
  - Vocal&Lyric:東川遥　Music:戸倉弘智、天野月子　Arrange:山田章典
  - 株式会社音倉ガールズオンリーレーベルCOCOON

- HAL9000『ワサビ』<09/9/9>
  - Vocal,Lyric&Music：東川遥　Arrange:石原”SHARA”愼一郎
  - 株式会社音倉ガールズオンリーレーベル COCOON

- 『EXEC_Z/.』
  - Vocal&Lyric:東川遥　Music&Arrange:井内舞子
  - 『「珠洲ノ宮～SUZUNO=MIYA」～Ar_tonelico3 hymmnos concert Side.紅～』収録<10/1/27>
  - 『PS3対応RPG「アルトネリコ3 世界終焉の引鉄は少女の詩が弾く」』収録<10/1/28>

- 『ぶらんち★first single「VICTORY～天下無敵フリーダム」』収録＜11/8/17＞
  - 『V☆I☆C☆T☆O☆R☆Y～天下無敵フリーダム』『ダイナマイトハイキック↑↑』
    - Lyric,Music&Arrange:YAMOTO　Vocal:ぶらんち★（桃屋こころ、任天堂うい、幹ちゅう＝東川遥
    - 株式会社音倉

- 音倉RECORD10thユニット「diorama-replica」Mini album「Peaceful Garden」』収録＜11/11/9＞
  - All Music&Arrange:戸倉弘智　Vocal:diorama-replica（天野月、響、東川遥）
  - 『風花』『SHOW TIME』Lyric:山下巴　
  - 『空』『グッバイメランコリー』Lyric:東川遥

## DVD
- 『株式会社音倉ガールズオンリーレーベルCOCOON発シングル「三日月」』収録＜08/12/17＞
  - 『三日月』MV
- 『株式会社音倉ガールズオンリーレーベルCOCOON発シングル「ワサビ」』収録＜09/9/9＞
  - HAL9000『ワサビ』MV
- 『音の倉2010shibuya BOXX　LIVE DVD』収録＜10/7/28＞
  - 『三日月』live
  - 『ワサビ』live
  - 『愛のないまま』
- 『音倉RECORD10th MV集DVD「音倉10年」』収録＜11/12/30＞

## 写真
写真家 インベカヲリ★
- 『何でもいいから、ぬいぐるみをひとつ』<09/01 /14>
- 『転がって泳ぐ立場を強調する』<09/02/26>

写真家インベカヲリ
- 『女のコン！』
- 『女のコン！2』＜10/1/15＞
- 『第三回東京不思議迷子「板橋刑場」』＜11/12/2＞
- 『Webスナイパー公式レアTシャツ』＜12/9/1＞

## 映画
- 2005年公開映画　「不良少年の夢」（花道純次監督）　高校生 東川遙役

## ラジオ
- Cocoon Lebel　コミュニティCocoon Label Presents『9nineなんです』パーソナリティ
  - FM NACK5　77.5MHz 土曜日22:00～22:30 <09/4/4～9/26>

## USTREAM
- アップヒル・エンタテインメント Presents【LIVE on TJ ツイートジョッキー JAPAN】金曜日担当ジョッキー